# 元軍人軍属短期在職者協力協会
社団法人元軍人軍属短期在職者協力協会（もとぐんじんぐんぞくたんきざいしょくしゃきょうりょくきょうかい）は、厚生労働省所管の社団法人で1986年（昭和61年）に設立された。

## 概要
- 所在：東京都台東区上野3-19-4
- 会長：宮下創平
- 理事長：椎原芳郎
- 副理事長：大竹清照、元島和男

## 事業
- 元軍人軍属等に関する平和講演会等の開催及び戦争体験に関する刊行物の発行、関係資料の収集・調査研究・相談事業等